# Union sportive des forces armées et sécurité de Bamako
L’USFAS Bamako (Union Sportive des Forces Armées et Sécurité) est un club omnisports de football basé à Bamako. 
Il est fondé en 1965 sous le nom de Union Sportive des Forces Armées Spéciales.

## Football
Son seul trophée actuel est une Coupe du Mali, remportée en 1995 face au Stade malien, vainqueur du championnat cette année-là. Malgré ce succès, le club ne participe pas à la Coupe des Coupes la saison suivante. Il a également perdu la finale de la Coupe en 1993 (4-0) face à Djoliba AC.
Jamais titré en championnat, l'USFAS a pris part à deux reprises à la Coupe de la CAF, grâce à ses bons classements en fin de saison (avec notamment une place de dauphin en 1999, le meilleur résultat de l'histoire du club).
En 2025, le club met fin à la domination de l'AS Mandé sur le championnat féminin et remporte son premier titre.

### Palmarès

#### Hommes
- Coupe du Mali :
  - Vainqueur : 1995
  - Finaliste : 1993

#### Femmes
- Championnat du Mali
  - Champion : 2025

- Coupe du Mali
  - Vainqueur : 2011, 2025
  - Finaliste : 2015 et 2016

### Anciens joueurs
- Hamari Traoré
- Ousséni Yéyé (en)

## Handball
Les handballeurs sont finalistes du  Championnat du Mali en 2022 et les handballeuses remportent le  Championnat du Mali en 2021.

## Basket-ball
L'USFAS remporte le Championnat du Mali masculin en 2017 et 2018, la Coupe du Mali masculine (en) en 1985 et 2017 et la Supercoupe du Mali masculine en 2017 et 2018.